# Kasteel Sint-Hubert

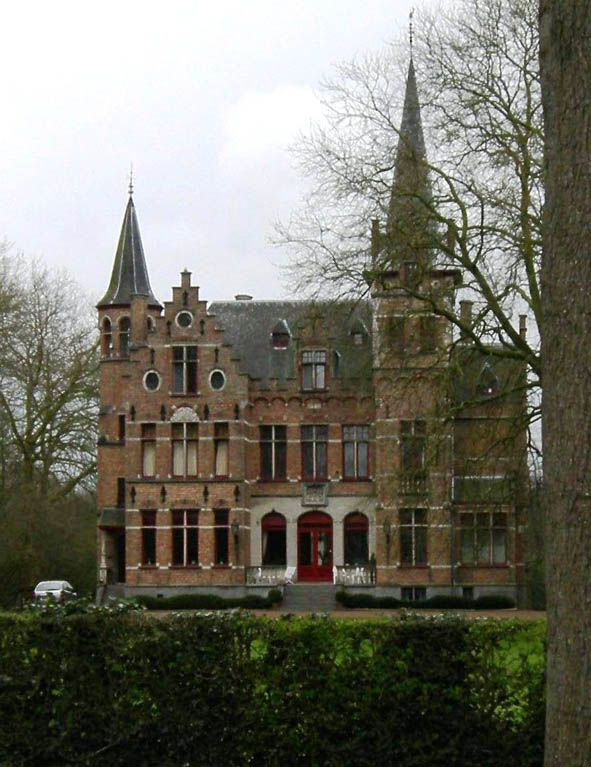
Kasteel Sint-Hubert in Ruddervoorde

Het Kasteel Sint-Hubert is een kasteel in de tot de West-Vlaamse gemeente Oostkamp behorende plaats Ruddervoorde, gelegen aan Kortrijksestraat 493.

## Geschiedenis
Het kasteel werd gebouwd in 1906 in opdracht van Paul van Outryve d'Ydewalle. Het werd gebouwd op de plaats van een vroeger, 18e-eeuws, bouwwerk. Architect was Louis Ernest Charels.

## Gebouw
Het is een bakstenen gebouw in Vlaamse neorenaissancestijl. De voorgevel toont een trapgevel met rechts daarvan een vierkante toren. Ook links van het gebouw vindt men een lagere, veelhoekige toren. Verder is er een neobarok koetshuis. Het geheel ligt in een park, dat begin 20e eeuw werd aangelegd.